# Emil Dumitrescu
Emil Dumitrescu (cunoscut și ca Emil-Cico Dumitrescu) (n. 17 ianuarie 1935, Urziceni, Ialomița, România – d. 17 ianuarie 2019, Voluntari, Ilfov, România) a fost un amiral român, care a îndeplinit funcția de secretar de stat în Ministerul de Interne și de consilier de stat la Administrația Prezidențială.

## Biografie
Emil (Cico) Dumitrescu s-a născut la data de 17 ianuarie 1935 în orașul Urziceni. 
În timpul Revoluției din decembrie 1989, căpitanul de rangul I Emil Dumitrescu s-a deplasat la TVR, pe 22 decembrie 1989, unde a făcut un apel la comandanții unităților militare din județele învecinate cu Bucureștiul pentru a se deplasa să apere capitala: "Comandanți ai unităților apărării naționale din orașele Târgoviște, Râmnicu Sărat, Buzău, Focșani, Galați, Brăila - vă transmit ordinul șefului Marelui Stat Major, general Gușă Ștefan, ca în cel mai scurt timp să îndreptați unitățile dumneavoastră către București (...) din ordinul șefului Marelui Stat Major general Gușă Ștefan și a generalului locotenent Stănculescu v-a transmis acest ordin căpitan de rangul I Dumitrescu" .
A fost membru în Consiliul Frontului Salvării Naționale.
La data de 4 februarie 1990, căpitanul de rangul I Emil Dumitrescu a fost înaintat la gradul de contraamiral . A fost avansat la 11 mai 1993 la gradul de viceamiral (cu 2 stele) .
În ședința Guvernului din 28 decembrie 1995, este numit în funcția de secretar de stat, șef al Departamentului de logistică din cadrul Ministerului de Interne, deținând această funcție până în decembrie 1996. El a fost de mai multe ori acuzat de acte de corupție, însă nici o cercetare asupra sa nu a fost dusă la bun sfârșit. În perioada 1996-2000, a fost cercetat pentru "subminarea puterii de stat" prin modul în care s-a implicat în mineriada din 13-15 iunie 1990. 
Între anii 2000-2004, a fost numit în funcția de consilier de stat în Departamentul Securității Naționale al Administrației Prezidențiale. La 28 noiembrie 2002, contraamiral (r) dr. ing. Emil Cico Dumitrescu a fost decorat cu Ordinul "Virtutea Maritimă" în grad de Comandor (cu însemne pentru militari). 
La 14 decembrie 2004 a fost numit în funcția de membru în Colegiul Național al Institutului Revoluției Române din Decembrie 1989. 
În aprilie 2007, procurorii din cadrul Direcției Naționale Anticorupție au dispus trimiterea în judecată a lui Emil Dumitrescu, zis "Cico", care a fost acuzat de trafic de influență pentru niște oameni de afaceri. El este acuzat că a cerut unui afacerist 100.000 de dolari ca să-l scape de un dosar penal. 